# Евергрін (Луїзіана)
Евергрін (англ. Evergreen) — місто (англ. town) в США, в окрузі Авуаель штату Луїзіана. Населення — 215 осіб (2020).

## Географія
Евергрін розташований за координатами 30°57′10″ пн. ш. 92°6′19″ зх. д. / 30.95278° пн. ш. 92.10528° зх. д. (30.952759, -92.105168).  За даними Бюро перепису населення США в 2010 році місто мало площу 2,65 км², уся площа — суходіл.

## Демографія
Згідно з переписом 2010 року, у місті мешкало 310 осіб у 144 домогосподарствах у складі 85 родин. Густота населення становила 117 осіб/км².  Було 156 помешкань (59/км²).
Расовий склад населення:
| - 74,8 % — білих - 24,5 % — чорних або афроамериканців - 0,3 % — корінних американців |

До двох чи більше рас належало 0,3 %. Частка іспаномовних становила 0,6 % від усіх жителів.
За віковим діапазоном населення розподілялося таким чином: 19,0 % — особи молодші 18 років, 62,3 % — особи у віці 18—64 років, 18,7 % — особи у віці 65 років та старші. Медіана віку мешканця становила 48,0 року. На 100 осіб жіночої статі у місті припадало 85,6 чоловіків;  на 100 жінок у віці від 18 років та старших — 80,6 чоловіків також старших 18 років.
Середній дохід на одне домашнє господарство  становив 40 749 доларів США (медіана — 20 250), а середній дохід на одну сім'ю — 68 976 доларів (медіана — 23 958). За межею бідності перебувало 35,0 % осіб, у тому числі 22,2 % дітей у віці до 18 років та 31,5 % осіб у віці 65 років та старших.
Цивільне працевлаштоване населення становило 79 осіб. Основні галузі зайнятості: мистецтво, розваги та відпочинок — 17,7 %, сільське господарство, лісництво, риболовля — 16,5 %, будівництво — 13,9 %, публічна адміністрація — 12,7 %.